# El challenge, desafío de estilistas
El challenge, desafío de estilistas es un reality show argentino de estilismo emitido por Telefe y producido por 3 de Febrero Visión en conjunto con TRESemmé Argentina. La primera temporada del reality se estrenó el 21 de julio de 2019 y finalizó el 22 de septiembre del mismo año, con Vanesa Di Giorgio como ganadora. En 2021, se estrenó la segunda temporada, la cual presentó una edición con famosos, que tuvo su estreno el 9 de agosto y finalizó el 4 de octubre de ese año, teniendo como ganadora a la bailarina y periodista Sofía Macaggi.
En las dos primeras temporadas, la conducción del programa estuvo a cargo de María del Cerro y en la primera temporada contó con un jurado conformado por Corine Fonrouge, Diego Impagliazzo y Andy Clar, mientras que para la segunda edición regresaron tanto Impagliazzo, como Clar y se sumó Jorge Rey en reemplazo de Fonrouge.

## Formato
El concurso se emite en un formato semanal, donde en cada programa un participante es eliminado. Consiste en dos pruebas semanales con un tiempo de duración determinado, un desafío creativo y un desafío técnico. En cada uno de ellos los participantes son evaluados por el jurado y, en función de los resultados obtenidos, deciden quién es el mejor estilista de la semana y quién debe abandonar la competencia.
- Desafío Creativo: Los participantes deben utilizar una técnica del estilismo y realizar un peinado a elección.
- Desafío Técnico: Los participantes deben realizar un peinado siguiendo una consgina y las características del mismo, donde el jurado evaluará la técnica de los estilistas y el que es elegido como el mejor del desafío tendrá como premio un beneficio que lo puede ayudar o perjudicar a otro participante en el segundo desafío.

## Elenco
| Miembro del elenco | Temporada    | Temporada    | Temporada | Temporada | Temporada |          |
| Miembro del elenco | 1            | 2            |           |           |           |          |
| Actuales           | Actuales     | Actuales     | Actuales  | Actuales  | Actuales  | Actuales |
| ------------------ | ------------ | ------------ | --------- | --------- | --------- | -------- |
| María del Cerro    | Presentadora | Presentadora |           |           |           |          |
| Diego Impagliazzo  | Jurado       | Jurado       |           |           |           |          |
| Andy Clar          | Jurado       | Jurado       |           |           |           |          |
| Jorge Rey          |              | Jurado       |           |           |           |          |
| Anteriores         |              |              |           |           |           |          |
| Corine Fonrouge    | Jurado       |              |           |           |           |          |

## Resumen
| Temporada | Número de     | Número de | Fecha de duración                     | Resultado         | Resultado         | Resultado      |
| Temporada | Participantes | Semanas   | Fecha de duración                     | Primer puesto     | Segundo puesto    | Tercer puesto  |
| --------- | ------------- | --------- | ------------------------------------- | ----------------- | ----------------- | -------------- |
| 1         | 8             | 7         | 21 de julio – 1 de septiembre de 2019 | Vanesa Di Giorgio | Daiana Ruiz       | Marina Sahores |
| 2         | 8             | 8         | 9 de agosto – 4 de octubre de 2021    | Sofía Macaggi     | Geraldine Neumann | Anamá Ferreyra |

## Primera temporada
En la primera temporada de El challenge, desafío de estilistas, ocho participantes pusieron a prueba sus habilidades para el peinado, mientras competían para ser nombrados como el mejor peinador estilista de la Argentina y viajar a Nueva York para peinar en la Semana de la moda. En cada emisión, los estilistas se enfrentaban en dos desafíos con una temática en particular. 
La temporada se emitió desde el 21 de julio de 2019 hasta el 2 de septiembre de ese año, siendo Vanesa Di Giorgio la primera ganadora y Daiana Ruiz, la subcampeona. Contó con 7 episodios en total. El 22 de septiembre, se emitió un programa especial desde Nueva York, donde se documentó la experiencia de Vanesa en la Semana de la moda.

### Participantes
| Nombre            | Nombre          | Procedencia | Edad                                       | Ocupación     | Información |
| ----------------- | --------------- | ----------- | ------------------------------------------ | ------------- | ----------- |
| Vanesa Di Giorgio | San Isidro      | 36          | Peinadora, cantante y surfista             | Ganadora      |             |
| Daiana Ruiz       | Lomas de Zamora | 27          | Peinadora                                  | 2.ª Finalista |             |
| Marina Sahores    | Palermo         | 26          | Maquilladora                               | 3.ª Finalista |             |
| Pily Pegoraro     | Acassuso        | 36          | Maquilladora, peinadora y artista plástica | 5.ª eliminada |             |
| Lucas Valle       | Santa Elena     | 36          | Peluquero                                  | 4.º eliminado |             |
| Fiorella Poggi    | Villa Urquiza   | 34          | Maquilladora y peinadora                   | 3.ª eliminada |             |
| Irene Pfeiffer    | Mercedes        | 34          | Peluquera                                  | 2.ª eliminada |             |
| Yasmín Canoves    | Bahía Blanca    | 19          | Estudiante de tripulante de cabina         | 1.ª eliminada |             |

### Episodios
| N.º (serie) | N.º (temp.) | Título                      | Audiencia (puntos) | Emisión original        | Eliminado/a |
| --- | ----------- | --------------------------- | ------------------ | ----------------------- | ----------- |
| 1 | 1           | «Presentación»              | 6.2                | 21 de julio de 2019     | S/E         |
| - Desafío creativo: Peinado libre con uso de brushing (Tiempo 25 minutos). - Gandor: Lucas - Segundo lugar: Vanesa - Nominadas: Irene y Yasmín Nota: Por decisión de la producción ningún participante fue eliminado en este episodio. |             |                             |                    |                         |             |
| 2 | 2           | «Trenzas y naturaleza»      | 6.6                | 28 de julio de 2019     | Yasmín      |
| - Desafío técnico: Peinado con tres tipos de trenzas diferentes, de las cuales una debe ser cosida (Tiempo 15 minutos). - Desafío creativo: Peinado inspirado en la naturaleza, utilizando un objeto como flores, hojas o ramas (Tiempo 25 minutos). - Gandora: Daiana - Segundo lugar: Vanesa - Nominadas: Yasmín y Fiorella                                                   |             |                             |                    |                         |             |
| 3 | 3           | «Ondas y empoderamiento»    | 6.0                | 4 de agosto de 2019     | Irene       |
| - Desafío técnico: Peinado con ondas utilizando la planchita (Tiempo 20 minutos). - Ganadora: Daiana - Beneficio: Restar 5 minutos a un compañero (Eligió a Vanesa). - Desafío creativo: Peinado libre inspirado en una mujer fuerte y empoderada que refleje actualidad y seguridad (Tiempo 15 minutos). - Gandora: Vanesa - Segundo lugar: Fiorella - Nominadas: Irene y Pily |             |                             |                    |                         |             |
| 4 | 4           | «Afro y accesorios»         | 5.4                | 10 de agosto de 2019    | Fiorella    |
| - Desafío técnico: Peinado libre utilizando la técnica afro (Tiempo 25 minutos). - Ganadora: Pily - Segundo lugar: Daiana - Beneficio: Elegir tres accesorios complicados para un compañero (Eligió a Daiana). - Desafío creativo: Peinado fantasía con uso de tres accesorios (Tiempo 25 minutos). - Gandor: Lucas - Segundo lugar: Marina - Nominadas: Fiorella y Pily        |             |                             |                    |                         |             |
| 5 | 5           | «Autopeinado e influencers» | 6.5                | 18 de agosto de 2019    | Lucas       |
| - Desafío técnico: Realizar un autopeinado (Tiempo 20 minutos). - Ganadora: Marina - Segundo lugar: Daiana - Beneficio: Elegir a la influencer que quiere peinar. - Desafío creativo: Peinar a una influencer del TRESemmé Squad respetando su estilo y condiciones (Tiempo 20 minutos). - Gandora: Daiana - Segundo lugar: Pily - Nominadas: Lucas y Marina                    |             |                             |                    |                         |             |
| 6 | 6           | «Años '40 y quinceañeras»   | 6.3                | 25 de agosto de 2019    | Pily        |
| - Jurado invitado: Jorge Rey - Desafío técnico: Peinado con el estilo de los años '40 (Tiempo 25 minutos). - Ganadora: Daiana - Segundo lugar: Marina - Beneficio: Elegir a uno de sus compañeros eliminados para que la ayude a peinar (Eligió a Lucas). - Desafío creativo: Peinado para una quinceañera (Tiempo 20 minutos). - Ningún ganador - Nominadas: Vanesa y Pily     |             |                             |                    |                         |             |
| 7 | 7           | «Extensiones y vestidos»    | 6.5                | 1 de septiembre de 2019 | S/E         |
| - Jurado invitado: Jorge Rey - Desafío técnico: Peinado con extensiones (Tiempo 30 minutos). - Eliminada: Marina - Desafío creativo: Peinados que capten el diseño de los vestidos de Jorge Rey (Tiempo 30 minutos). - Ganadora: Vanesa - Segundo lugar: Daiana |             |                             |                    |                         |             |

### Tabla estadística
| Pos. | Participante | 1        | 2         | 3         | 4         | 5         | 6         | Final       |
| ---- | ------------ | -------- | --------- | --------- | --------- | --------- | --------- | ----------- |
| 1    | Vanesa       | Continúa | Continúa  | Mejor     | Continúa  | Continúa  | Nominada  | Ganadora    |
| 2    | Daiana       | Continúa | Mejor     | Continúa  | Continúa  | Mejor     | Continúa  | Subcampeona |
| 3    | Marina       | Continúa | Continúa  | Continúa  | Continúa  | Nominada  | Continúa  | Finalista   |
| 4    | Pily         | Continúa | Continúa  | Nominada  | Nominada  | Continúa  | Eliminada |             |
| 5    | Lucas        | Mejor    | Continúa  | Continúa  | Mejor     | Eliminado |           |             |
| 6    | Fiorella     | Continúa | Nominada  | Continúa  | Eliminada |           |           |             |
| 7    | Irene        | Nominada | Continúa  | Eliminada |           |           |           |             |
| 8    | Yasmín       | Nominada | Eliminada |           |           |           |           |             |

Referencias
     Mejor estilista de la semana.
     Segundo mejor estilista de la semana.
     El participante fue el ganador/a del desafío técnico.
     Segundo mejor estilista del desafío técnico.
     El participante sigue en competencia.
     El participante fue nominado/a.
     El participante fue el ganador/a del desafío técnico, pero aun así fue nominado/a para dejar la competencia.
     El participante fue nominado/a, pero en ese episodio se anuló la eliminación.
     El participante fue eliminado/a.

## Segunda temporada
En la segunda temporada de El challenge, desafío de estilistas, se convocaron a ocho celebrities para poner a prueba sus habilidades para el peinado, mientras compiten para ser nombrados como el mejor peinador estilista celebrity de la Argentina y obtener el premio de un viaje para dos personas a Nueva York. Cada semana, los famosos se enfrentan en dos desafíos con una temática particular.
La temporada se emitió desde el 9 de agosto del 2021 hasta el 3 de octubre de ese año, siendo Sofía Macaggi coronada como la ganadora y Geraldine Neumann, la subcampeona. Contó con 8 episodios en total.

### Participantes
| Nombre            | Nombre            | Procedencia | Edad                                           | Ocupación     | Información |
| ----------------- | ----------------- | ----------- | ---------------------------------------------- | ------------- | ----------- |
| Sofía Macaggi     | Tandil            | 33          | Bailarina y periodista                         | Ganadora      |             |
| Geraldine Neumann | Buenos Aires      | 38          | Modelo                                         | 2.ª Finalista |             |
| Anamá Ferreyra    | Campo Belo        | 69          | Exmodelo y empresaria                          | 3.ª Finalista |             |
| Natalia Franzoni  | Saavedra          | 35          | Presentadora de televisión y profesora de yoga | 5.ª eliminada |             |
| Micaela Lapegüe   | Banfield          | 28          | Instagramer y actriz                           | 4.ª eliminada |             |
| Nicolás Scarpino  | Lomas de Zamora   | 48          | Actor                                          | 3.º eliminado |             |
| Virginia da Cunha | Ciudad de Córdoba | 40          | Cantante y actriz                              | 2.ª eliminada |             |
| Tomás Dente       | Boedo             | 41          | Periodista y presentador de televisión         | 1.º eliminado |             |

### Episodios
| N.º (serie) | N.º (temp.) | Título          | Audiencia (puntos) | Emisión original         | Eliminado/a |
| --- | ----------- | --------------- | ------------------ | ------------------------ | ----------- |
| 8 | 1           | «Presentación»  | 5.5                | 9 de agosto de 2021      | S/E         |
| - Desafío: Replicar el peinado que realizó la ganadora de la primera temporada en el New York Fashion Week 2019 (Tiempo 30 minutos). - Ganadora: Micaela - Segundo lugar: Nicolás - Nominadas: Natalia y Sofía Nota: Por decisión de la producción ningún participante fue eliminado en este episodio.                                             |             |                 |                    |                          |             |
| 9 | 2           | «Bucles»        | 4.7                | 16 de agosto de 2021     | Tomás       |
| - Desafío: Peinado con bucles y que resista durante un baile (Tiempo 50 minutos). - Beneficio por ser la ganadora del desafío pasado: Micaela puede arreglar su peinado durante el baile. - Ganadora: Geraldine - Segundo lugar: Sofía - Nominados: Tomás y Nicolás                                                                                |             |                 |                    |                          |             |
| 10 | 3           | «Tendencia»     | 5.4                | 23 de agosto de 2021     | Virginia    |
| - Desafío: Hacer un peinado creativo que genere tendencia (Tiempo 40 minutos). - Beneficio por ser la ganadora del desafío pasado: Geraldine obtiene 10 minutos más para terminar su peinado. - Ganadora: Geraldine - Segundo lugar: Micaela - Nominadas: Virginia y Anamá                                                                         |             |                 |                    |                          |             |
| 11 | 4           | «Cine»          | 5.6                | 30 de agosto de 2021     | Nicolás     |
| - Desafío: Copiar un peinado icónico de una estrella del cine de Hollywood (Tiempo 40 minutos). - Beneficio por ser la ganadora del desafío pasado: Geraldine puede elegir el peinado que quiere realizar. - Ganadora: Anamá - Segundo lugar: Sofía - Nominados: Nicolás y Geraldine                                                               |             |                 |                    |                          |             |
| 12 | 5           | «Novias»        | 7.2                | 6 de septiembre de 2021  | Micaela     |
| - Desafío: Hacer un peinado de novia que incluya un tocado (Tiempo 40 minutos). - Beneficio por ser la ganadora del desafío pasado: Anamá puede elegir el tocado para su peinado y el de sus compañeras. - Ganadora: Anamá - Segundo lugar: Sofía - Nominadas: Micaela y Geraldine                                                                 |             |                 |                    |                          |             |
| 13 | 6           | «Autopeinado»   | 5.5                | 20 de septiembre de 2021 | Natalia     |
| - Desafío: Las participantes deben peinarse a ellas mismas (Tiempo 40 minutos). - Beneficio por ser la ganadora del desafío pasado: Anamá puede elegir restarle 10 minutos a una de sus compañeras (Eligió a Sofía). - Ganadora: Sofía - Segundo lugar: Geraldine - Nominadas: Natalia y Anamá                                                     |             |                 |                    |                          |             |
| 14 | 7           | «Trenzas»       | 5.7                | 27 de septiembre de 2021 | Anamá       |
| - Desafío: Las participantes deben realizar un peinado con 3 trenzas, de las cuales una de ellas debe ser una trenza cocida (Tiempo 40 minutos). - Beneficio por ser la ganadora del desafío pasado: Sofía tendrá la ayuda de Ailén, su mejor amiga, durante 10 minutos para realizar el peinado. - Ganadora: Geraldine - Nominadas: Sofía y Anamá |             |                 |                    |                          |             |
| 15 | 8           | «La gran final» | 6.0                | 4 de octubre de 2021     | S/E         |
| - Desafío: Las participantes deben replicar un peinado realizado por Diego Impagliazzo usando la técnica de brushing con volumen (Tiempo 50 minutos). - Ganadora: Sofía - Segundo lugar: Geraldine |             |                 |                    |                          |             |

### Tabla estadística
| Pos. | Participante | 1        | 2         | 3         | 4         | 5         | 6         | Semifinal | Final       |
| ---- | ------------ | -------- | --------- | --------- | --------- | --------- | --------- | --------- | ----------- |
| 1    | Sofía        | Nominada | Continúa  | Continúa  | Continúa  | Continúa  | Mejor     | Nominada  | Ganadora    |
| 2    | Geraldine    | Continúa | Mejor     | Mejor     | Nominada  | Nominada  | Continúa  | Mejor     | Subcampeona |
| 3    | Anamá        | Continúa | Continúa  | Nominada  | Mejor     | Mejor     | Nominada  | Finalista |             |
| 4    | Natalia      | Nominada | Continúa  | Continúa  | Continúa  | Continúa  | Eliminada |           |             |
| 5    | Micaela      | Mejor    | Continúa  | Continúa  | Continúa  | Eliminada |           |           |             |
| 6    | Nicolás      | Continúa | Nominado  | Continúa  | Eliminado |           |           |           |             |
| 7    | Virginia     | Continúa | Continúa  | Eliminada |           |           |           |           |             |
| 8    | Tomás        | Continúa | Eliminado |           |           |           |           |           |             |

Referencias
     Mejor estilista de la semana.
     Segundo mejor estilista de la semana.
     El participante sigue en competencia.
     El participante fue nominado/a.
     El participante fue nominado/a, pero en ese episodio se anuló la eliminación.
     El participante fue eliminado/a.